# Grand Prix Jef Scherens 1979
La 15e édition du Grand Prix Jef Scherens a eu lieu le 16 septembre 1979. Elle a été remportée par le Belge Marcel Laurens.

## Classement final
Marcel Laurens remporte la course en parcourant les 214 km en 5 h 15 min 0 s à la vitesse moyenne de 40,761 km/h.
| Classement final | Classement final       | Classement final | Classement final           | Classement final  |
|                  | Coureur                | Pays             | Équipe                     | Temps             |
| ---------------- | ---------------------- | ---------------- | -------------------------- | ----------------- |
| 1er              | Marcel Laurens         | Belgique         | Marc-Zeepcentrale-Superia  | en 5 h 15 min 0 s |
| 2e               | Willy Teirlinck        | Belgique         | KAS-Campagnolo             |                   |
| 3e               | Frans Van Vlierberghe  | Belgique         | Boule d'Or-Lano-Colnago    |                   |
| 4e               | Ludo Peeters           | Belgique         | Ijsboerke-Warncke Eis-Gios |                   |
| 5e               | Charles Jochums        | Belgique         | Marc-Zeepcentrale-Superia  |                   |
| 6e               | Gustaaf Van Roosbroeck | Belgique         | Ijsboerke-Warncke Eis-Gios |                   |
| 7e               | Frank Hoste            | Belgique         | Marc-Zeepcentrale-Superia  |                   |
| 8e               | Benny Schepmans        | Belgique         | Safir-St-Louis-Ludo        |                   |
| 9e               | Leo Van Thielen        | Belgique         | Safir-St-Louis-Ludo        |                   |
| 10e              | Paul De Keyser         | Belgique         | Mini Flat-Vdb-Pirelli      |                   |
| modifier         |                        |                  |                            |                   |